# Desiderio Lebrón
Desiderio Lebrón (19 de diciembre de 1949) es un deportista dominicano que compitió en judo. Ganó una medalla de bronce en los Juegos Panamericanos de 1983 en la categoría abierta.

## Palmarés internacional
| Juegos Panamericanos | Juegos Panamericanos | Juegos Panamericanos | Juegos Panamericanos |
| Año                  | Lugar                | Medalla              | Categoría            |
| -------------------- | -------------------- | -------------------- | -------------------- |
| 1983                 | Caracas (Venezuela)  | Medalla de bronce    | Abierta              |